# 加賀友禅賞
加賀友禅賞（かがゆうぜんしょう）は、金沢競馬場で施行される地方競馬の重賞競走である。正式名称は「山口シネマ杯 加賀友禅賞」、山口シネマが優勝杯を提供している。

## 概要
2014年に当時存在しなかった3歳牝馬限定の重賞として新設。金沢の3歳牝馬チャンピオンを決める競走である。開催時期は当初は8月下旬であり、2014年から2018年までは1300mで行われていたが2019年から1400mでの施行となっている。2023年より7月上旬の開催に変更となった。
2021年は当初8月1日に施行予定だったが、関係者にCOVID-19感染症の集団感染が発生した影響で、同日から10日まで開催が中止されたため、11月29日に施行されることになった。
第11回までHITスタリオンシリーズに指定され、次年度配合権利が優勝馬馬主に贈られていた。副賞対象種牡馬は第1回がアーネストリー、第2回がベルシャザール、第3回がエスポワールシチー、第4回がスウェプトオーヴァーボード、第5回から第8回はラニ、第9回はレッドファルクス、第10回はエポカドーロ、第11回はカレンブラックヒル。

### 条件・賞金等（2025年）
条件
サラブレッド系3歳牝馬、金沢所属
負担重量
賞金別定。55kg、編成馬中番組賞金最下位馬を基準に、番組賞金350万円ごとに1kgの負担増となる。
賞金等
賞金額は、1着300万円、2着96万円、3着48万円、4着36万円、5着30万円、着外6万円。

## 歴代優勝馬
| 回数   | 施行日         | 距離  | 優勝馬             | 性齢 | 所属 | タイム | 優勝騎手 | 管理調教師 | 馬主                     |
| ------ | -------------- | ----- | ------------------ | ---- | ---- | ------ | -------- | ---------- | ------------------------ |
| 第1回  | 2014年8月31日  | 1300m | エトワールドロゼ   | 牝3  | 金沢 | 1:23.6 | 田知弘久 | 金田一昌   | 太田珠々子               |
| 第2回  | 2015年8月16日  | 1300m | エムティサラ       | 牝3  | 金沢 | 1:25.2 | 青柳正義 | 鈴木正也   | （株）ファーストビジョン |
| 第3回  | 2016年8月14日  | 1300m | ケイティマーヤ     | 牝3  | 金沢 | 1:24.3 | 吉原寛人 | 金田一昌   | （同）JPN技研            |
| 第4回  | 2017年8月29日  | 1300m | バンダイクブラウン | 牝3  | 金沢 | 1:24.2 | 赤岡修次 | 中川雅之   | 松田整二                 |
| 第5回  | 2018年8月21日  | 1300m | アイムホーム       | 牝3  | 金沢 | 1:22.9 | 葛山晃平 | 菅原欣也   | 小平進                   |
| 第6回  | 2019年8月25日  | 1400m | ロンギングルック   | 牝3  | 金沢 | 1:30.1 | 中島龍也 | 金田一昌   | 飛彈共栄                 |
| 第7回  | 2020年8月23日  | 1400m | ハクサンアマゾネス | 牝3  | 金沢 | 1:29.6 | 吉原寛人 | 加藤和義   | 河崎五市                 |
| 第8回  | 2021年11月29日 | 1400m | ベニスビーチ       | 牝3  | 金沢 | 1:27.3 | 吉原寛人 | 中川雅之   | 吉田勝利                 |
| 第9回  | 2022年8月14日  | 1400m | スーパーバンタム   | 牝3  | 金沢 | 1:27.5 | 青柳正義 | 鈴木正也   | 三木利文                 |
| 第10回 | 2023年7月9日   | 1400m | ショウガタップリ   | 牝3  | 金沢 | 1:27.6 | 沖静男   | 高橋俊之   | 芳賀克也                 |
| 第11回 | 2024年6月23日  | 1400m | リケアマロン       | 牝3  | 金沢 | 1:27.7 | 吉原寛人 | 加藤和義   | 稲場澄                   |
| 第12回 | 2025年6月29日  | 1400m | ショウガマッタナシ | 牝3  | 金沢 | 1:29.3 | 栗原大河 | 高橋俊之   | 芳賀克也                 |

### 各回競走結果の出典
- 加賀友禅賞歴代優勝馬 - 地方競馬全国協会